# Майлз, Бадди
Бадди Майлз (англ. Buddy Miles; настоящее имя Джордж Аллен Майлз-младший англ. George Allen Miles, Jr.; 5 сентября 1947 — 26 февраля 2008) — американский рок, фанк и соул-музыкант. Член нескольких известных групп, сессионный музыкант.
Наиболее известные проекты с участием Бадди Майлза:

Участник блюз-рок-соул группы Electric Flag. Сессионный музыкант при записи альбома Джими Хендрикса Electric Ladyland (ударные на «Rainy Day, Dream Away»/«Still Raining, Still Dreaming») (1968). Участник кратковременного проекта Хендрикса Band of Gypsys (1970). Сотрудничество с Карлосом Сантаной.
Принял участие в записи более 70 альбомов, работал со Стиви Уандером, Дэвидом Боуи, Барри Уайтом, Майком Блумфилдом, Джоном Маклафлином и Джорджем Клинтоном и многими другими.

## Выборочная дискография
- The Trip (Саундтрек) «Musical Score Composed and Performed by The Electric Flag, An American Music Band» (1967, Curb Records; CD версия 1996)
- A Long Time Comin' (1968, Columbia) (with Bloomfield and Goldberg)
- The Electric Flag: An American Music Band (1968, Columbia)
- The Band Kept Playing (1974, Atlantic; CD релиз 2002
- Old Glory: Best of the Electric Flag, An American Music Band (1995, Sony)
- Groovin’ Is Easy (1983), The Electric Flag: Live (2000), I Found Out (2000), Funk Grooves (Classic World Productions, 2002)
- Expressway to Your Skull (1968, Mercury)
- Electric Church (1969, Mercury)
- Them Changes[англ.] (1970, Mercury)
- We Got to Live Together (1970, Mercury)
- A Message to the People (1971, Mercury)
- Buddy Miles Live (1971, Mercury)
- Carlos Santana & Buddy Miles! Live! (1972, Columbia)
- With Carlos Santana (1972, CBS)
- Booger Bear (1973, Columbia)
- Chapter VII (1973, Columbia)
- All the Faces of Buddy Miles (1974, Epic)
- More Miles Per Gallon (1975, Casablanca)
- Bicentennial Gathering of the Tribes (1976, Casablanca)
- Sneak Attack (1981, Atlantic)
- Hell and Back (1994, Rykodisc)
- Tribute to Jimi Hendrix (1997, CAS)
- Miles Away from Home (1997, Hip-O)
- Blues Berries (2002, Ruf)
- Changes (2005, SPV)